# Filtrerare

Krill som filtrerar fytoplankton (slow motion).

En filtrerare är ett djur som äter plankton som det har filtrerat genom särskilt anpassade kroppsdelar.
Till filtrerare hör valar, räkor, musslor och många andra vattendjur.